# Acanthagrion rubrifrons
Acanthagrion rubrifrons là một loài chuồn chuồn kim trong họ Coenagrionidae.
Acanthagrion rubrifrons được Leonard miêu tả khoa học năm 1977.